# Kościół św. Wacława w Broumovie
Kościół pw. św. Wacława w Broumovie – zabytkowy obiekt wybudowany w 1676 r. w Broumovie, należy do broumovskiej grupy kościołów.
Wybudowany w miejscu kościoła luterańskiego przez architekta Kiliana Ignaza Dientzenhofera.

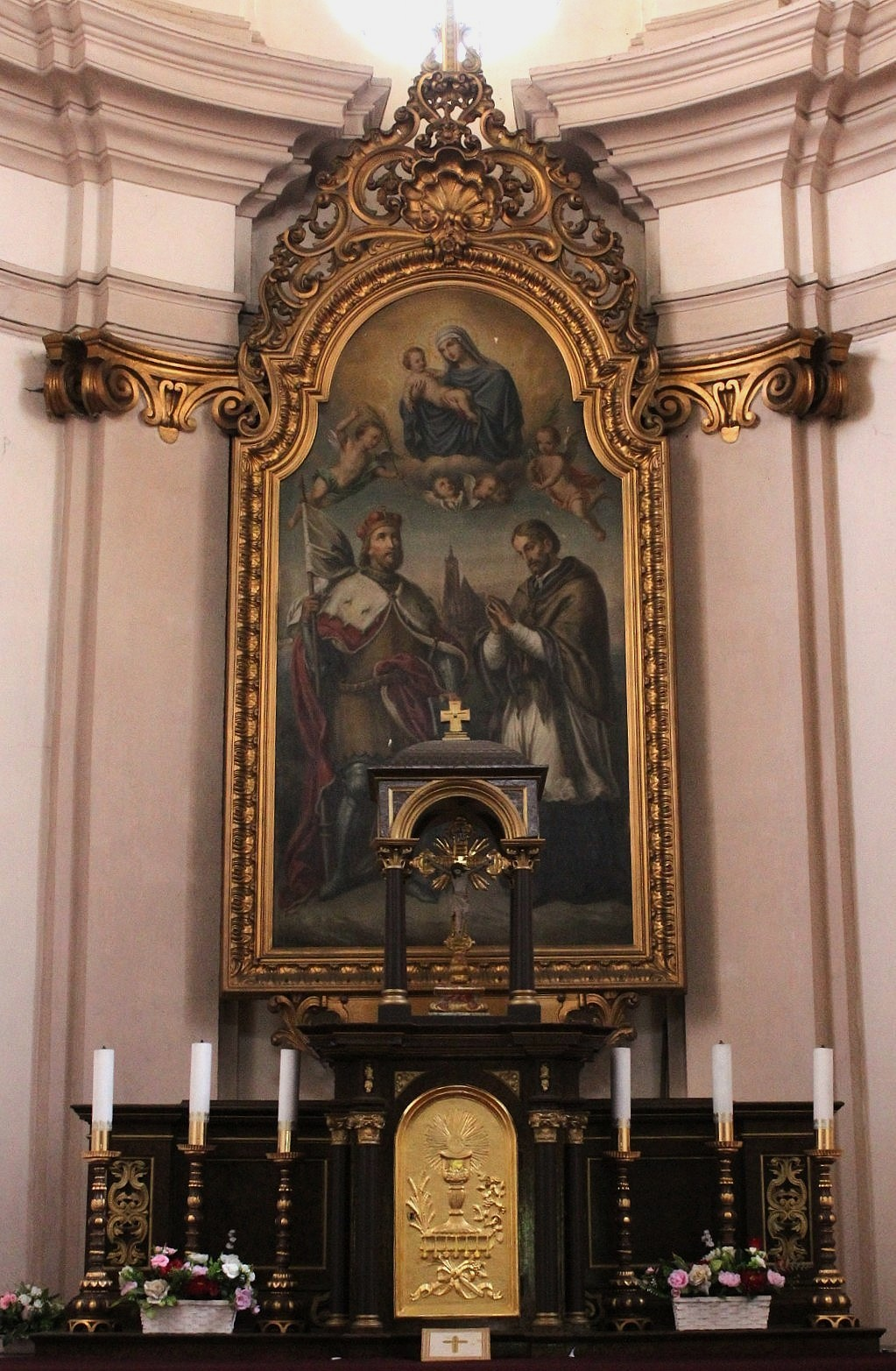
Ołtarz
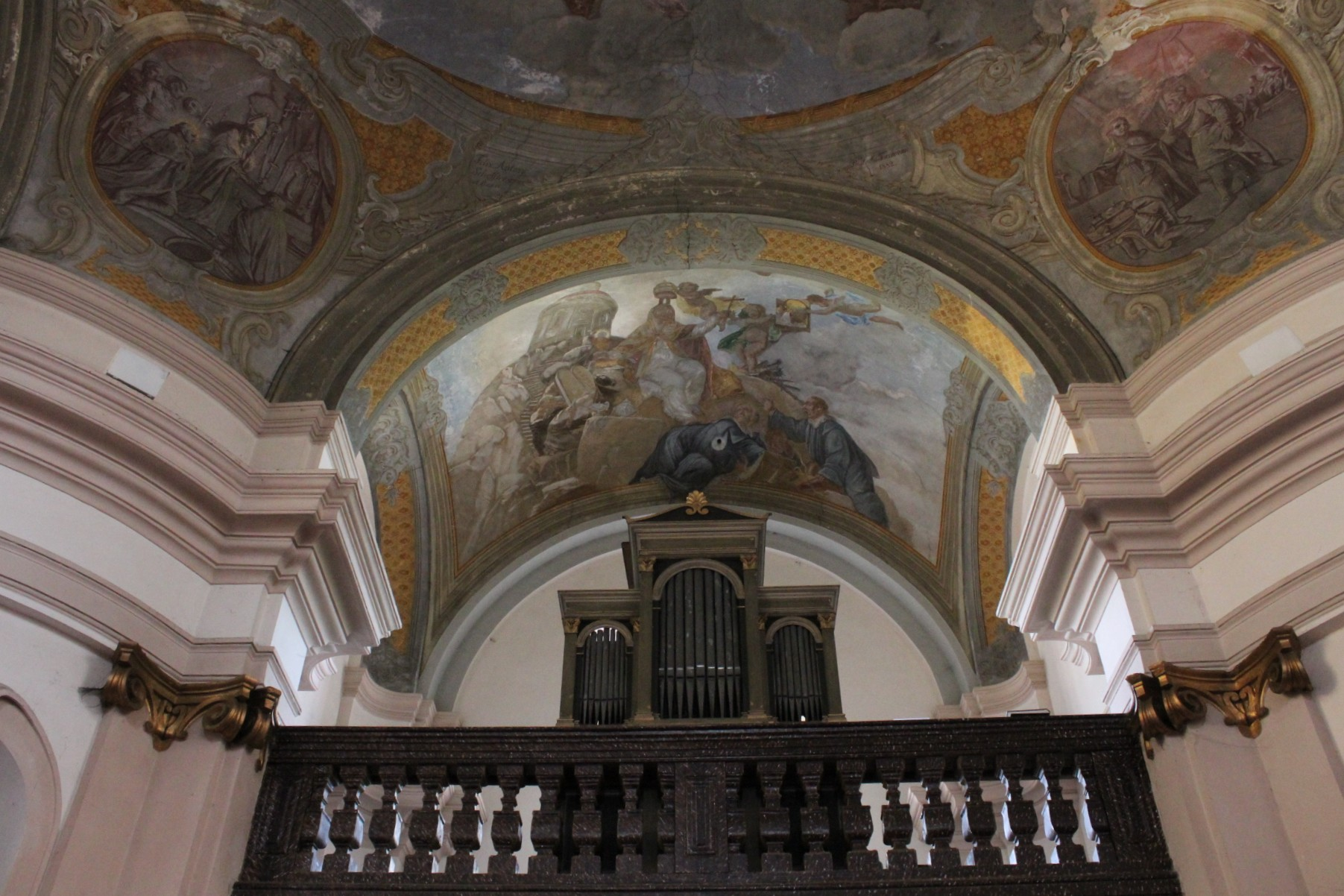
Organy
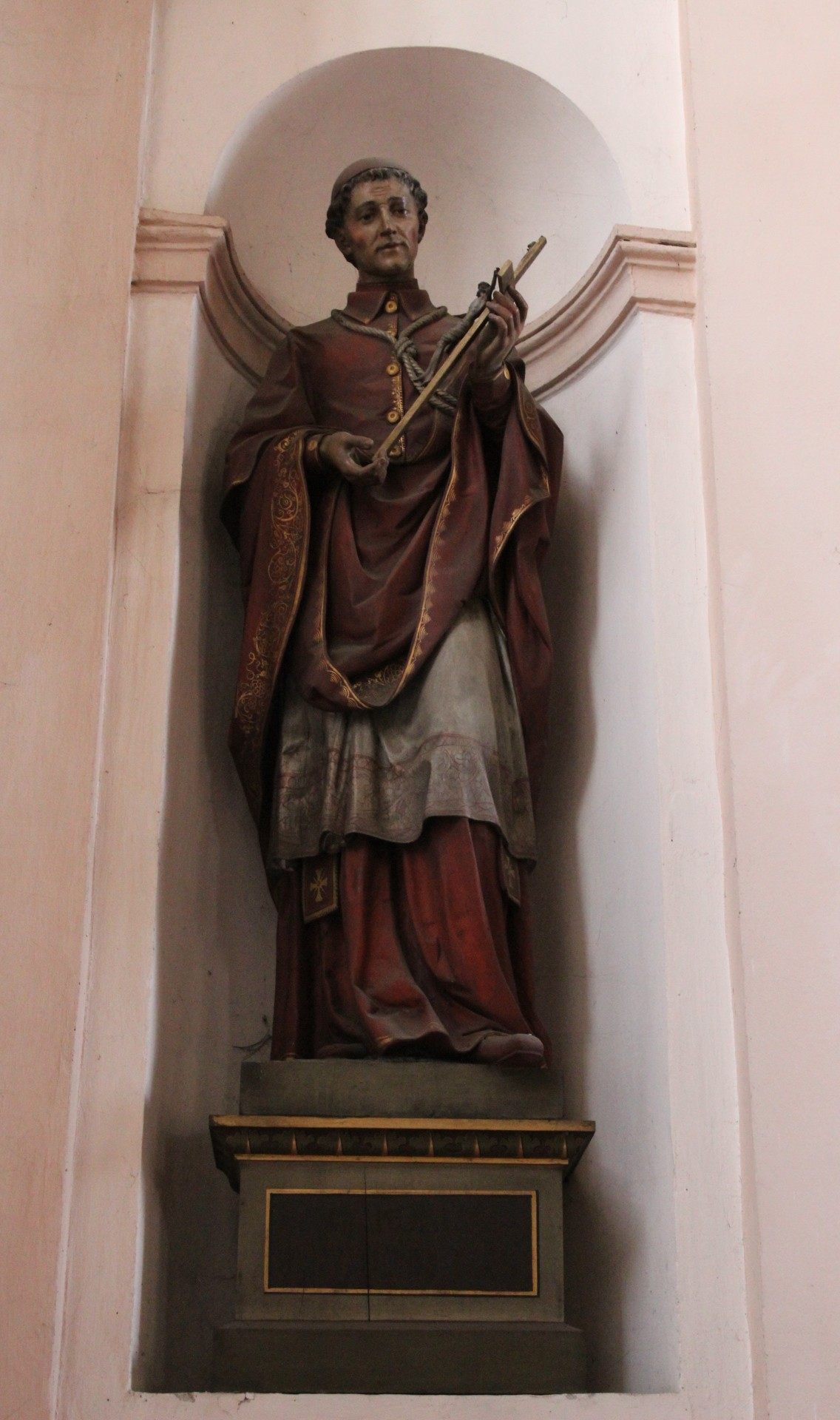
Figura św. Karola
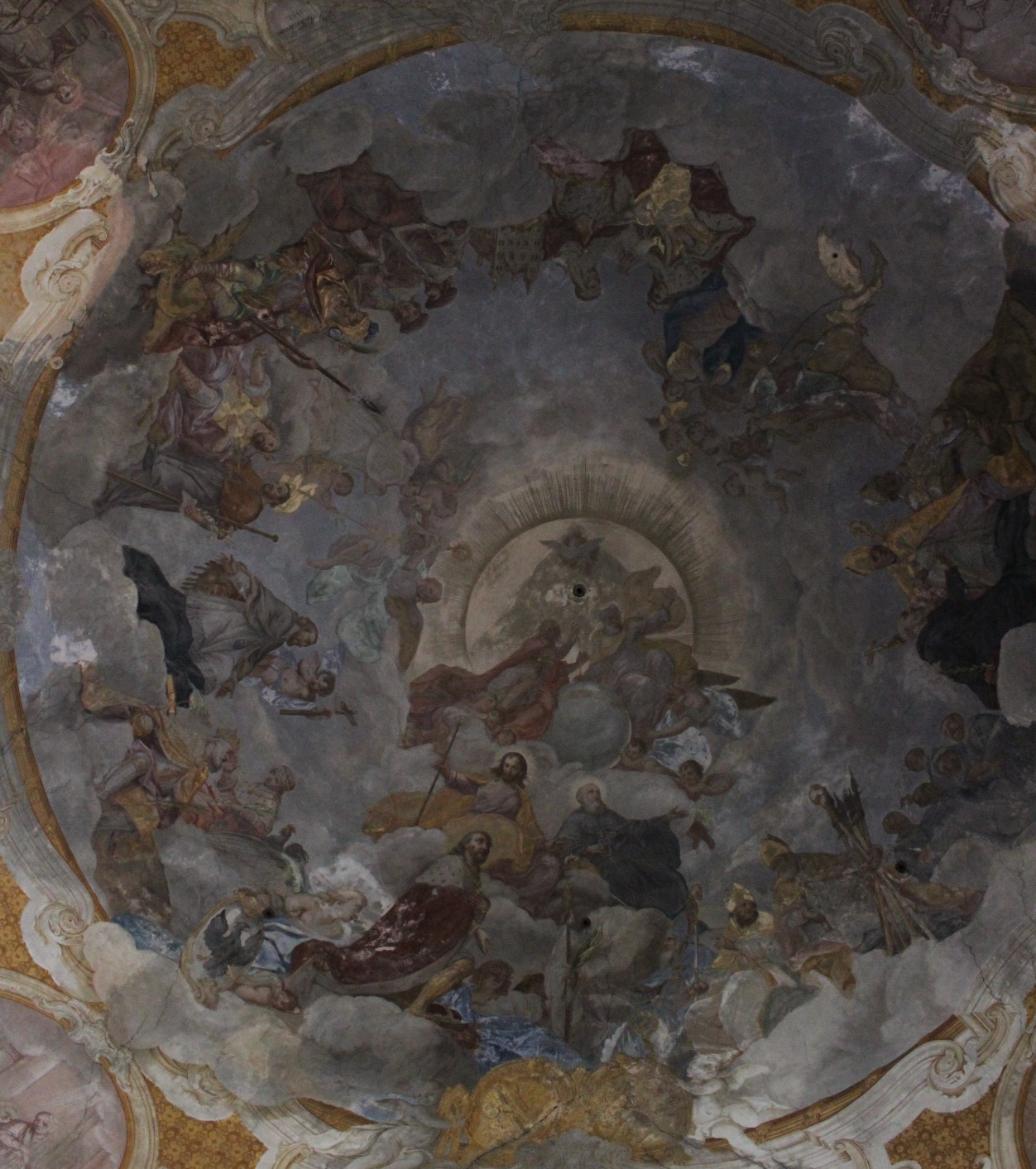
Fresk
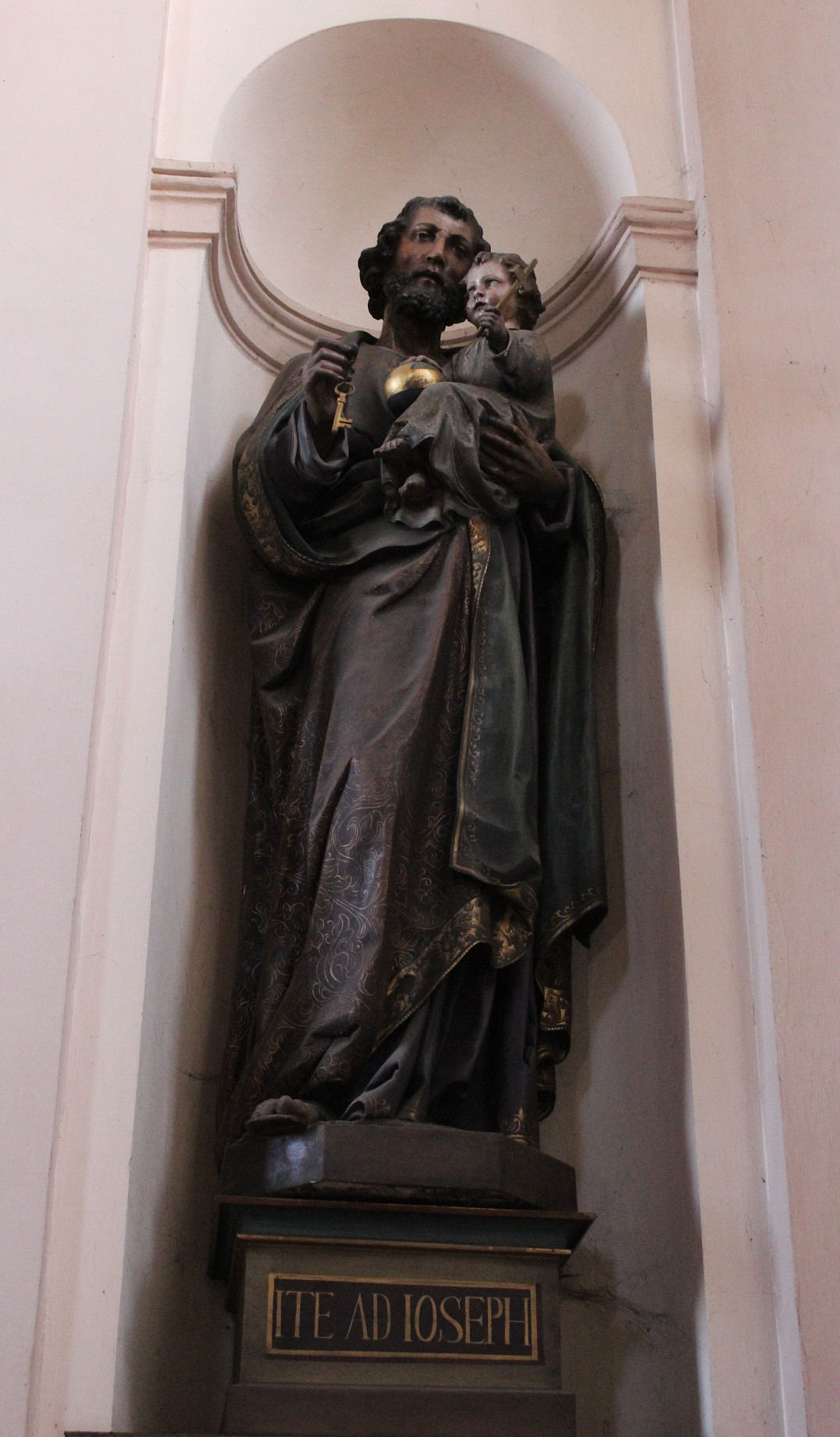
Figura św. Józefa